# 林驍城
林驍城（1989年07月18日—），臺灣足球員，台灣原住民太魯閣族人，目前就讀於臺北市立大學天母校區，為該校男子足球代表隊員。
自小學二年級接觸足球，2010年首次入選成人國家代表隊儲備選手，奧運代表隊選手。2011年2月24日首次代表中華隊出戰約旦有亮眼的表現。在2010聯發科技全國城市足球聯賽面對台北縣，隊長林驍城單場獨中兩元。2011聯發科技全國城市足球聯賽改披北市大同球衣，助大同以4比0大勝花蓮兆田。